# ロフラゼプ酸エチル

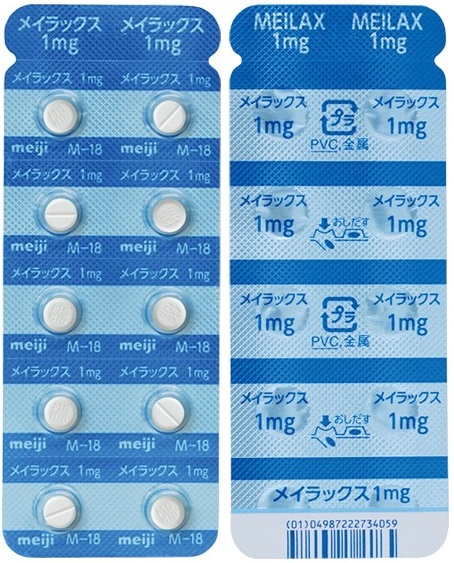
メイラックス錠1mg(Meiji Seika ファルマ株式会社)

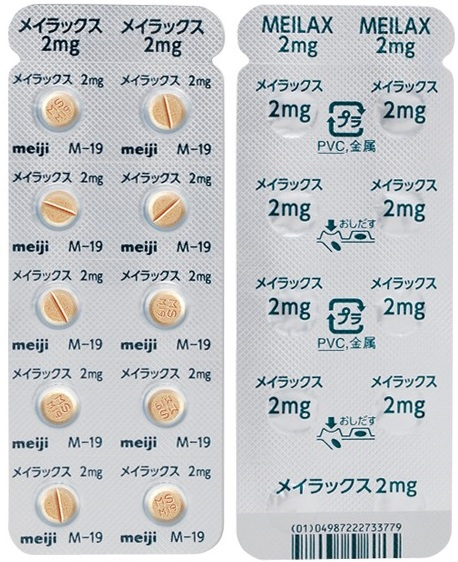
メイラックス錠2mg(Meiji Seika ファルマ株式会社)

ロフラゼプ酸エチル（英: ethyl loflazepate) は、ベンゾジアゼピン系の緩和精神安定剤、抗不安薬の一種。日本では、1989年よりメイラックスという商品名で、明治製菓（現：Meiji Seika ファルマ）より発売され、適応は神経症や心身症における不安・緊張・抑うつ・睡眠障害である。
連用により依存症、急激な量の減少により離脱症状を生じることがある。向精神薬に関する条約のスケジュールIVに指定されている。麻薬及び向精神薬取締法の第三種向精神薬である。

## 薬理特性
ベンゾジアゼピン系の中では特に作用時間が長く、作用もやや強い。血中半減期は60 - 300時間の超長時間作用型である。鎮静作用、意識水準の低下、筋弛緩作用はやや弱い反面、抗痙攣作用や抗コンフリクト作用が強い。抗コンフリクト作用は5 mg/kgで認められ、その強度はジアゼパムの2倍、ロラゼパムの8倍である。

## 適応
日本で承認されている適応は、心身症や神経症における不安、緊張、抑うつ、睡眠障害である。
- 錠剤：1 mg、2 mg
- 細粒：1%

### ガイドライン
長時間作用型のベンゾジアゼピンは高齢者に使用すべきではない。

### 研究事例
現在、パキシルとともに、耳鳴りの治療薬としての効果が注目されている。耳鳴りは、現在は、ステロイド、アデホス、メコバラミンしか対処薬がなく、その効果もさほどではない。治療効果があれば、耳鳴りの患者への福音となりうる。

## 注意
日本では2017年3月に「重大な副作用」の項に、連用により依存症を生じることがあるので用量と使用期間に注意し慎重に投与し、急激な量の減少によって離脱症状が生じるため徐々に減量する旨が追加され、厚生労働省よりこのことの周知徹底のため関係機関に通達がなされた。奇異反応に関して、錯乱や興奮が生じる旨が記載されている。医薬品医療機器総合機構からは、必要性を考え漫然とした長期使用を避ける、用量順守と類似薬の重複の確認、また慎重に少しずつ減量する旨の医薬品適正使用のお願いが出されている。調査結果には、日本の診療ガイドライン5つ、日本の学術雑誌8誌による要旨が記載されている。
以下は添付文書の記載であり、頻度は臨床期間のものであり、より長期の使用では異なる。

### 一般的注意
眠気、注意力・集中力・反射運動能力等の低下が起こることがあるので、自動車や機器の操作運転は従事しない。自分の判断で勝手に服用を中止したりしない。アルコールとの併用は、神経抑制作用とアルコールの酩酊作用を増強するため危険。

### 禁忌事項
（以下の場合は投与しない）
- 同種薬に対して過敏症の既往症がある場合。
- 急性狭隅角緑内障のある患者。
- 重症筋無力症患者。

### 副作用
まれに幻覚、呼吸抑制が現れることがある（0.1%未満）。

## ジェネリック医薬品
現在は、ロフラゼプ酸エチル錠「会社名」に統一されている。過去には各社から以下の名称で、後発医薬品が販売されていた。
- メデタックス（沢井製薬）
- ジメトックス（三和化学研究所→日医工）
- スカルナーゼ（東和薬品）
- ロンラックス（シオノケミカル-テバ製薬-マイラン製薬）